# 大埔紫菀
，为菊科紫菀属的植物，是台灣的特有植物。分布于台灣。